# Christuskirche (Ludwigshafen)

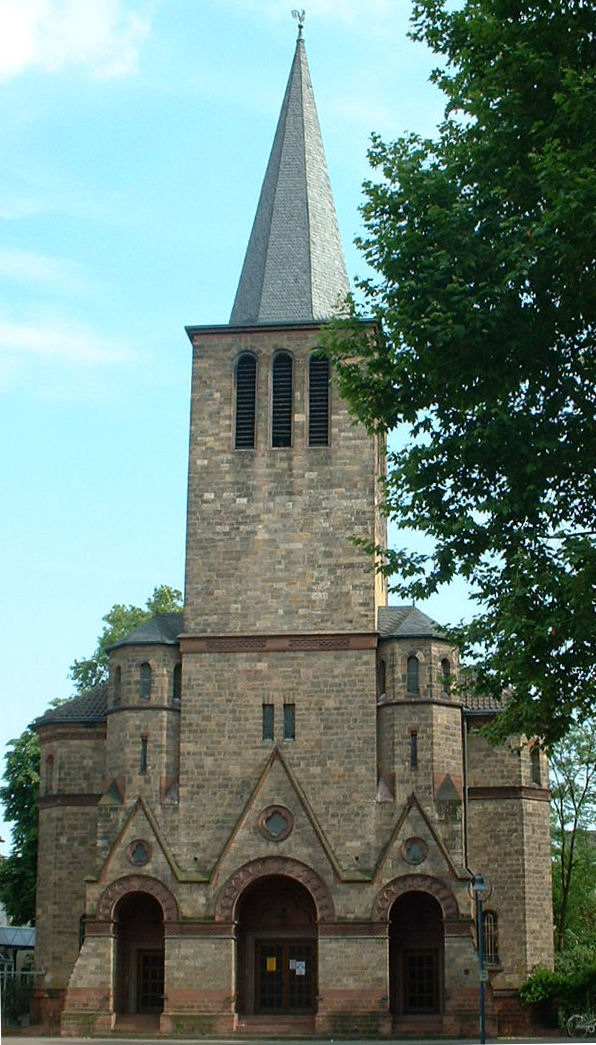
Christuskirche

Die Christuskirche ist eine evangelische Kirche im Ludwigshafener Stadtteil Mundenheim. Sie wurde zwischen 1901 und 1903 nach den Plänen von Franz Schöberl erbaut.

## Geschichte
Mundenheim wurde im Jahr 770 erstmals urkundlich erwähnt. Bis auf eine kurze Periode zwischen der Mitte des 16. Jahrhunderts und dem Dreißigjährigen Krieg, als die Herren von Hirschhorn die Reformation eingeführt hatten, blieb die St.-Sebastian-Kirche katholisch. Im letzten Drittel des 19. Jahrhunderts siedelten sich aufgrund der verkehrsgünstigen Lage Mundenheims mehrere Fabriken an. Durch den Zuzug von Arbeitern wuchs auch die Zahl der Evangelischen, allein zwischen 1880 und 1895 von 189 auf 870. Für die Betreuung war die Protestantische Kirche in Rheingönheim zuständig, wo 1899 ein Vikariat für Mundenheim eingerichtet wurde.
1901 wurde dann mit dem Bau der Christuskirche begonnen. Zwei Jahre später konnte sie am 5. Juli 1903 eingeweiht werden. Im selben Jahr wurde Mundenheim zur selbständigen Pfarrei erhoben. Während des Zweiten Weltkriegs wurde die Kirche 1941 durch die Druckwelle einer abgeworfenen Bombe schwer beschädigt. Notdürftig repariert brannte sie nach einem Fliegerangriff 1943 fast vollständig aus. Ab 1952 begann der vereinfachte Wiederaufbau unter der Leitung des Architekten Karl Otterstätter. Nach zwei Jahren war die Christuskirche fertiggestellt. 1968 wurde der Innenraum und 1971 der Turm renoviert.

## Beschreibung
Die Christuskirche steht im Südosten von Mundenheim. Der Architekt Franz Schöberl errichtete eine historistische Saalkirche mit neuromanischen und neugotischen Anklängen. Der einst 50 Meter hohe neugotische Kirchturm wurde nach dem Krieg vereinfacht, elf Meter niedriger wiederaufgebaut. Auch die Spitzhauben der flankierenden Treppenhäuser gingen verloren. Der Sandsteinquaderbau ist mit einem Walmdach bedeckt.
Im Innenraum steht eine Christusfigur, die sich früher über dem Hauptportal befand und die Zerstörung der Kirche 1943 überstand. Das Geläut besteht aus vier Bronzeglocken der Glockengießerei Bachert. Bevor sie 1956 aufgehängt wurden, läuteten sie auf dem Evangelischen Kirchentag in Frankfurt.
| Name                      | Ø (mm) | kg    | Ton  |
| ------------------------- | ------ | ----- | ---- |
| Sonntags- und Totenglocke | 1.460  | 1.770 | des1 |
| Betglocke                 | 1.195  | 927   | f1   |
| Hochzeitsglocke           | 990    | 625   | as1  |
| Taufglocke                | 905    | 483   | b1   |

## Orgel
Die Orgel der Christuskirche wurde 1952 von G. F. Steinmeyer & Co. (Oettingen) mit mechanischen Trakturen als Ersatz für die bei Bombenangriffen 1943 zerstörte Vorgängerorgel gebaut, welche E.F. Walcker & Cie. (Ludwigsburg) 1903 mit pneumatischen Trakturen schuf. Sie verfügt über 27 Register auf zwei Manualen und Pedal. Ihre Windladen sind als Schleifladen ausgeführt. Die Disposition lautet:
| I Hauptwerk C–g3 |              |         |
| 1.               | Quintade     | 16′     |
| 2.               | Prinzipal    | 08′     |
| 3.               | Rohrflöte    | 08′     |
| 4.               | Oktave       | 04′     |
| 5.               | Kleingedeckt | 04′     |
| 6.               | Quinte       | 02 ⁄3′  |
| 7.               | Oktave       | 02′     |
| 8.               | Terz         | 01 3⁄5′ |
| 9.               | Mixtur V     | 01 ⁄3′  |
| 10.              | Cimbel IV    | 01⁄2′   |
| 11.              | Trompete     | 08′     |
|                  | Tremulant    |         |

| II Brustwerk C–g3 |             |       |
| 12.               | Gedeckt     | 8′    |
| 13.               | Prinzipal   | 4′    |
| 14.               | Koppelflöte | 4′    |
| 15.               | Oktave      | 2′    |
| 16.               | Quinte      | 1 ⁄3′ |
| 17.               | Scharff V   | 1′    |
| 18.               | Krummhorn   | 8′    |
|                   | Tremulant   |       |

| Pedal C–f1 |              |        |
| 19.        | Prinzipalbaß | 16′    |
| 20.        | Subbaß       | 16′    |
| 21.        | Oktavbaß     | 08′    |
| 22.        | Pommer       | 08′    |
| 23.        | Choralbaß    | 04′    |
| 24.        | Nachthorn    | 02′    |
| 25.        | Mixtur VI    | 02 ⁄3′ |
| 26.        | Posaune      | 16′    |
| 27.        | Trompete     | 04′    |

- Koppeln: II/I, I/P, II/P